# Joint Expeditionary Force

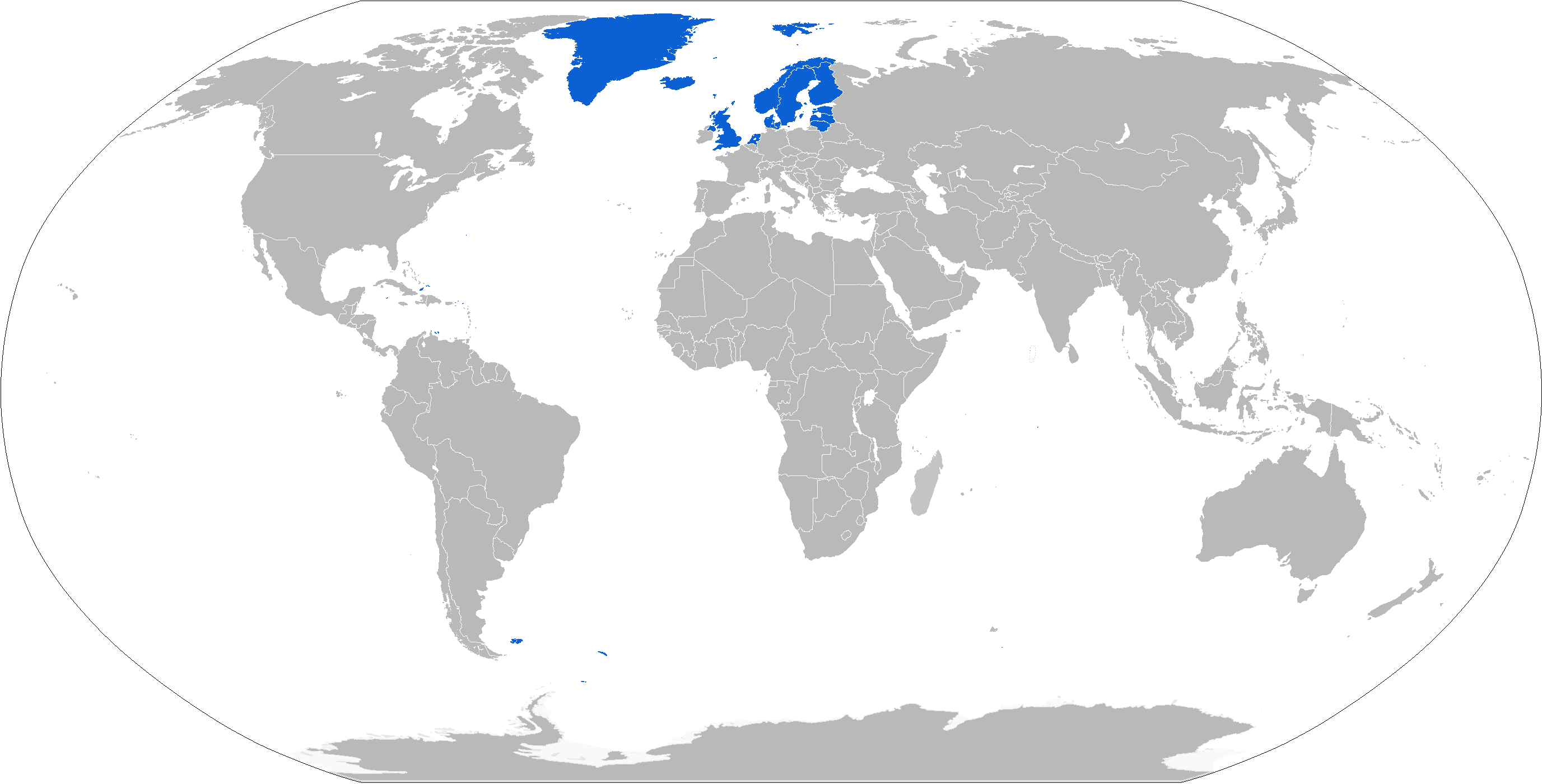
Karta över JEF medlemsstater

Joint Expeditionary Force (JEF) är en expeditionsstyrka ledd av Storbritannien som kan bestå av, vid behov, Sverige, Danmark, Finland, Island, Norge, Estland, Lettland, Litauen och Nederländerna. Det skiljer sig från den likaledes namngivna fransk-brittiska kombinerade expeditionskåren.

## Historia
Skapandet av JEF tillkännagavs i december 2012 av dåvarande chefen för försvarspersonal, General Sir David Richards. JEF uppstod från JRRF som försvann som ett resultat av Storbritanniens fokus på verksamhet i Afghanistan och Irak. 
Storbritanniens del av JEF består av personal och utrustning från Royal Navy, Royal Marines, British Army och Royal Air Force och är utformat för att ge högre integrationsnivåer än vad som tidigare uppnåtts, särskilt i kombination med andra nationernas väpnade styrkor. 
Den multinationella JEF lanserades offentligt som ett Nato-initiativ vid Wales toppmöte i september 2014, inordnas under den nya "Framework Nations Concept" rubriken. Tyskland, Storbritannien och Italien skulle agera som ramnationer för grupper av allierade som gick samman för att arbeta multinationellt för den gemensamma utveckling av styrkor och resurser som krävs av Nato. 
I september 2014 meddelade den brittiska försvarsministern Michael Fallon också undertecknandet av en avsiktsförklaring mellan Danmark, Estland, Lettland, Litauen, Nederländerna, Norge och Storbritannien, att fastställa JEF så att den är fullt fungerande före 2018. 
I början av oktober 2015 sade försvarsministern Peter Hultqvist att han inte utesluter att Sverige ansluter sig till den gemensamma expeditionsstyrkan, trots att det för närvarande inte finns någon formell process, då han kallades av riksdagen för att bekräfta att regeringen engagerade sig i formella samtal för att ansluta sig till JEF utan riksdagens kännedom om detta. 
Den 22 juni 2017 bekräftade den svenska regeringen att Sverige kommer att gå med i den gemensamma expeditionsstyrkan.

## Föreskrifter
Syftet med JEF är att skapa en brittisk militär ram, fokuserad kring sin befintliga höga beredskapskapacitet, som dess partner kan ansluta sig till. Även om det är Storbritanniens avsikt att fullt ut integrera Storbritanniens JEF partners bidrag före 2018, kunde JEF bidra omedelbart om det behövs. Den är utformad med följande krav i åtanke:
- "a. agera gemensamt och med allierade, men kunna agera ensam "
- "b. vara väl utrustade, men inte bundna till plattformar"
- "c. anpassa sig efter att krigsmiljön förändras"

## Kapacitet
JEF är tänkt som en pool med hög beredskap, anpassningsbara krafter som syftar till att förbättra Storbritanniens förmåga att reagera snabbt, var som helst i världen, med likasinnade allierade, eller på uppdrag av internationella organisationer som FN eller Nato. Storbritanniens bidrag kommer att omfatta ledningen av Kommandotrupper, Luftfart, och bepansrade trupper.
När Sir David Richards talade inför ”Royal United Services Institute”, skisserade de specifika tillämpningar som den gemensamma expeditions styrkans kapacitet kommer att möjliggöra:
"Med förmågan att" slå "hårt och inte vara en logistisk eller taktisk belastning på en koalition, kommer vi att välkomnas särskilt av våra vänner och fruktade av våra fiender". 
"JEF kommer att kunna projicera makt med global effekt och inflytande. Ingenstans är detta viktigare för oss än våra vänner i Mellanöstern och Gulfstaterna och i linje med tydliga politiska avsikter skulle vi, med andra initiativ, kunna vänta på att JEF-element skulle ägna mer tid åt att lugna och avskräcka i denna region".

## Internationella partner
Tillsammans med den brittiska försvarsmakten kan följande nio nationer ingå i JEF efter behov. 
- Danmark - danska försvarsmakten
- Estland - estniska Försvarsmakten
- Finland - finska Försvarsmakten
- Island - inga väpnade styrkor
- Lettlands nationella väpnade styrkor
- Litauen - Litauens väpnade styrkor
- Nederländerna - nederländsk krigsmakt
- Norge - norska försvarsmakten
- Sverige - svenska Försvarsmakten